# Familiar Wife
Familiar Wife (hangul: 아는 와이프; rr: Aneun Wife) é uma telenovela sul-coreana exibida pela tvN de 1 de agosto a 20 de setembro de 2018, estrelada por Ji Sung, Han Ji-min, Jang Seung-jo e Kang Han-na.

## Enredo
Um casal de repente se vê vivendo vidas totalmente diferentes depois que seus destinos mudam magicamente por meio de um incidente inesperado.
Cha Joo-hyuk trabalha em um banco e é casado com Seo Woo-jin há cinco anos. Quando um estranho incidente acontece um dia, Joo-hyuk toma uma decisão que impacta sua vida e aqueles ao seu redor de maneiras inesperadas. De repente, a vida que ele tinha com Woo-jin e seu melhor amigo, Yoon Joong-hoo, se foi e ele está levando uma vida muito diferente.
Como seu primeiro amor, Lee Hye-won, influencia em sua nova vida? E será possível recuperar sua antiga vida?

## Elenco

### Elenco principal
- Ji Sung como Cha Joo-hyuk[1]

Um funcionário de banco comum que fica insatisfeito com sua vida principalmente por causa das dificuldades financeiras de sua família e sendo constantemente pressionado pela esposa em casa e por seu superior direto no escritório.
- Han Ji-min como Seo Woo-jin[4][5]

Uma mulher casada que faz o possível para equilibrar carreira e vida familiar. Ela está casada com Joo-hyuk há cinco anos e durante esses anos ela desenvolveu problemas de raiva, ficava facilmente agitada com o simples erro de seu marido.
- Jang Seung-jo como Yoon Joong-hoo[6]

O melhor amigo de Joo-hyuk que também é um funcionário de banco comum com um rosto bonito. Sua vida mudou completamente junto com Joo-hyuk devido a um incidente inesperado.
- Kang Han-na como Lee Hye-won[7]

O primeiro amor de Cha Joo-hyuk, mas devido a um incidente com Woo-jin, os dois se separaram. Ela é filha de um empresário influente e também violoncelista.

### Elenco de apoio

#### Pessoas ao redor de Cha Joo-hyuk
- Park Hee-von como Cha Joo-eun, irmã de Joo-hyuk que tenta passar em um exame da ordem
- Oh Eui-shik como Oh Sang-sik,[8] amigo de Joo-hyuk que é dono de uma loja de macarrão e trabalha lá sozinho

#### Pessoas ao redor de Seo Woo-jin
- Lee Jung-eun como a mãe de Woo-jin[9] com doença grave para alzhemizer. Woo-jin decidiu colocá-la em uma casa de repouso por causa do agravamento de sua situação.

#### Funcionários do banco
- Son Jong-hak como Cha Bong-hee[10], gerente da agência do banco onde Joo-hyuk trabalha. Ele é gentil com os funcionários da filial, especialmente com Joo-hyuk por causa do mesmo sobrenome.
- Park Won-sang como Byeon Sung-woo, superior direto de Joo-hyuk no departamento de empréstimos da agência. Ao contrário de Bong-hee, ele constantemente pressiona seus subordinados, especialmente Joo-hyuk.
- Cha Hak-yeon como Kim Hwan[11], novo recruta na filial e sendo designado como subordinado de Joo-hyuk. Ele é visto negligenciando e cometendo erros, se tornando um fardo adicional para a vida de escritório de Joo-hyuk.
- Kim Soo-jin como Jang Man-ok, o supervisor do departamento de transferência da filial.
- Kim So-ra como Joo Hyang-sook[12]
- Gong Min-jung como Choi Hye-jung
- Kang Hui como Jung Min-soo, um segurança que costuma ser visto lidando com clientes rudes

#### Participações especiais
- Lee Yoo-jin como Jung Hyun-soo
- Kang Ki-young como Park Yoo-sik (ep. 13)
- Jo Jung-suk como Kang Sun-woo (ep. 15)

## Produção
A primeira leitura do roteiro foi realizada em 9 de maio de 2018 na sala de conferências do escritório principal do Studio Dragon no 17º andar do edifício DDMC em Sangam-dong, Seul, Coreia do Sul.

## Trilha sonora

### Parte 1
| Lançado em 9 de agosto de 2018 |                         |                |         |  |
| N.º                            | Título                  | Artista        | Duração |  |
| 1.                             | "Love Me Again"         | SF9            | 03:16   |  |
| 2.                             | "Love Me Again (Inst.)" |                | 03:16   |  |
| Duração total:                 | Duração total:          | Duração total: | 06:32   |  |

### Parte 2
| Lançado em 16 de agosto de 2018 |                       |                |         |  |
| N.º                             | Título                | Artista        | Duração |  |
| 1.                              | "Let Me Stay"         | John Park      | 02:51   |  |
| 2.                              | "Let Me Stay (Inst.)" |                | 02:51   |  |
| Duração total:                  | Duração total:        | Duração total: | 05:42   |  |

### Parte 3
| Lançado em 23 de agosto de 2018 |                                |                |         |  |
| N.º                             | Título                         | Artista        | Duração |  |
| 1.                              | "No Longer Mine" (왜 몰랐을까) | Roy Kim        | 03:36   |  |
| 2.                              | "No Longer Mine (Inst.)"       |                | 03:36   |  |
| Duração total:                  | Duração total:                 | Duração total: | 07:12   |  |

### Parte 4
| Lançado em 6 de setembro de 2018 |                           |                |         |  |
| N.º                              | Título                    | Artista        | Duração |  |
| 1.                               | "Let Me Show You"         | N.Flying       | 03:06   |  |
| 2.                               | "Let Me Show You (Inst.)" |                | 03:06   |  |
| Duração total:                   | Duração total:            | Duração total: | 06:12   |  |

### Parte 5
| Lançado em 13 de setembro de 2018 |                                |                 |         |  |
| N.º                               | Título                         | Artista         | Duração |  |
| 1.                                | "You In My Dream" (꿈 속의 너) | Damsonegongbang | 03:01   |  |
| 2.                                | "You In My Dream (Inst.)"      |                 | 03:01   |  |
| Duração total:                    | Duração total:                 | Duração total:  | 06:02   |  |

### Parte 6
| Lançado em 20 de setembro de 2018 |                 |                |         |  |
| N.º                               | Título          | Artista        | Duração |  |
| 1.                                | "Hello"         | U Sung-eun     | 03:20   |  |
| 2.                                | "Hello (Inst.)" |                | 03:20   |  |
| Duração total:                    | Duração total:  | Duração total: | 06:40   |  |

| Disc 2: |                    |                 |         |  |
| N.º     | Título             | Artista         | Duração |  |
| 1.      | "Between us"       | Vários artistas | 2:40    |  |
| 2.      | "Eternally"        | Vários artistas | 2:24    |  |
| 3.      | "IF"               | Vários artistas | 2:22    |  |
| 4.      | "Memories"         | Vários artistas | 2:14    |  |
| 5.      | "Morning Walk"     | Vários artistas | 2:54    |  |
| 6.      | "One fine day"     | Vários artistas | 2:57    |  |
| 7.      | "The Beginning"    | Vários artistas | 2:10    |  |
| 8.      | "Time to remember" | Vários artistas | 2:23    |  |

## Classificação
Na tabela abaixo, os números azuis representam as audiências mais baixas e os números vermelhos representam as audiências mais elevadas.
| Episódio | Data de transmissão original | Participação média do público (AGB Nielsen) | Participação média do público (AGB Nielsen) |
| Episódio | Data de transmissão original | Em todo o país                              | Seul                                        |
| -------- | ---------------------------- | ------------------------------------------- | ------------------------------------------- |
| 1        | 1 de agosto de 2018          | 4.680%                                      | 4.910%                                      |
| 2        | 2 de agosto de 2018          | 5.535%                                      | 6.548%                                      |
| 3        | 8 de agosto de 2018          | 5.104%                                      | 6.160%                                      |
| 4        | 9 de agosto de 2018          | 6.209%                                      | 7.523%                                      |
| 5        | 15 de agosto de 2018         | 6.621%                                      | 7.774%                                      |
| 6        | 16 de agosto de 2018         | 7.259%                                      | 8.594%                                      |
| 7        | 22 de agosto de 2018         | 6.506%                                      | 7.445%                                      |
| 8        | 23 de agosto de 2018         | 6.950%                                      | 7.847%                                      |
| 9        | 29 de agosto de 2018         | 6.879%                                      | 7.892%                                      |
| 10       | 30 de agosto de 2018         | 8.210%                                      | 9.741%                                      |
| 11       | 5 de setembro de 2018        | 7.096%                                      | 8.422%                                      |
| 12       | 6 de setembro de 2018        | 8.106%                                      | 9.636%                                      |
| 13       | 12 de setembro de 2018       | 7.449%                                      | 9.121%                                      |
| 14       | 13 de setembro de 2018       | 7.875%                                      | 9.369%                                      |
| 15       | 19 de setembro de 2018       | 6.709%                                      | 7.831%                                      |
| 16       | 20 de setembro de 2018       | 7.870%                                      | 8.937%                                      |
| Média    | Média                        | 6.816%                                      | 7.984%                                      |

- Este drama foi transmitido por um canal de televisão por assinatura, que normalmente tem um público relativamente menor em comparação com as emissoras de televisão abertas (KBS, SBS, MBC e EBS).

## Prêmios e indicações
| Ano  | Prêmio                  | Categoria            | Trabalho nomeado           | Resultado | Ref.   |
| ---- | ----------------------- | -------------------- | -------------------------- | --------- | ------ |
| 2018 | 11th Korea Drama Awards | Melhor trilha sonora | "No Longer Mine" (Roy Kim) | Indicado  | [ 15 ] |